# Laurens Brandligt

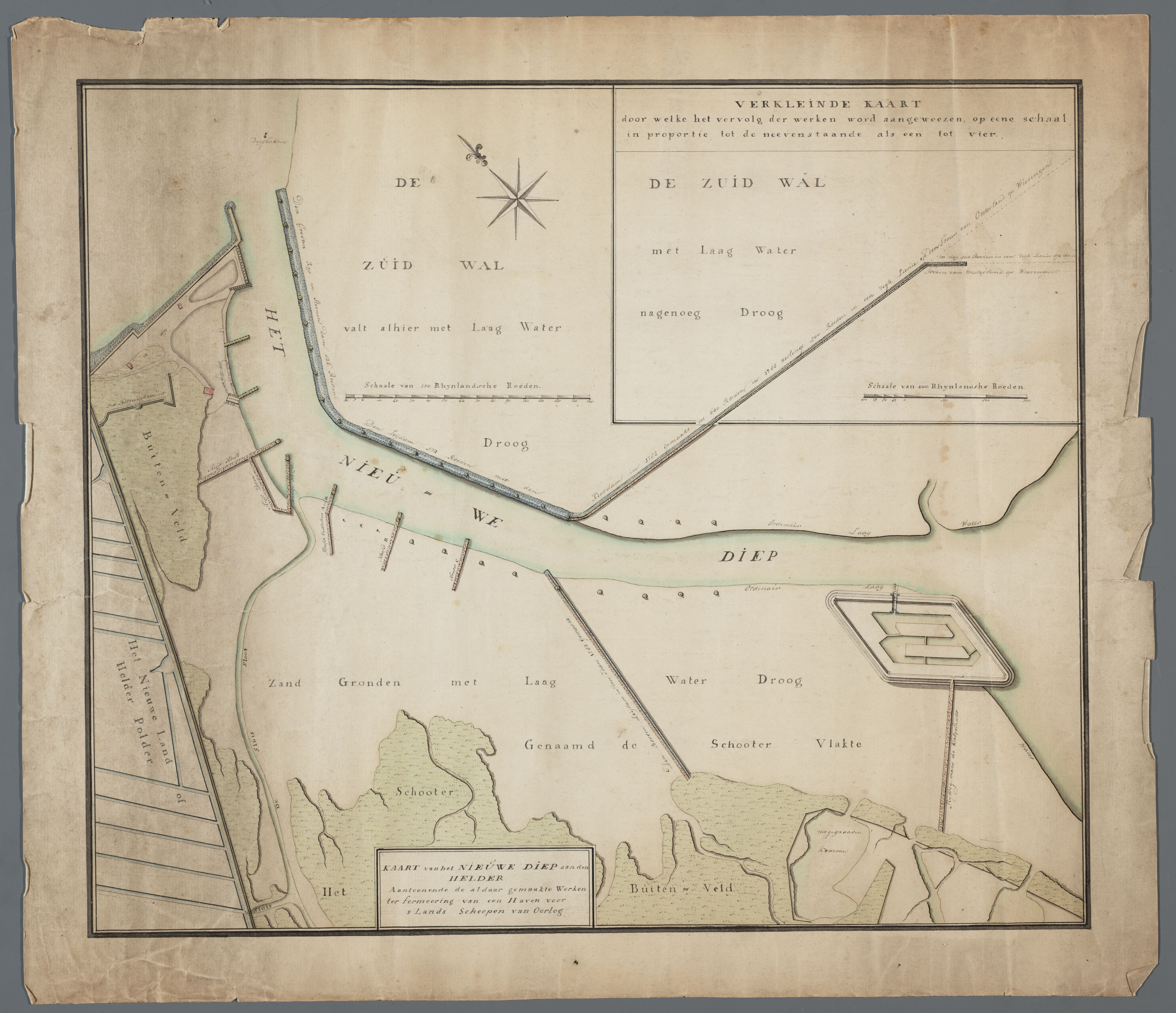
De Laurens Brandligtdam op een kaart uit ca. 1800

Laurens Brandligt (Amsterdam, ca 1730 - Haarlem, ca 1800) was zeevaarder op de kustvaart op Rouans, Bremen en Hamburg en toonde een grote belangstelling voor zeestromen en zandbewegingen door de zee. Later werd hij kapitein op de vaart op Suriname en richtte hij met zijn zoon Coenraad het rederskantoor Laurens Brandligt & Zn op. Aan het eind van zijn carrière vestigde hij zich in Haarlem. Hij werd door tijdgenoten als kundig zeeman erkend.
Van hem zijn twee publicaties bekend, de eerste gaat over de waterstanden in het IJ. In dit boekje gaat hij vooral in op de getij werking in het IJ, en de gevolgen daarvan voor de opslibbing van gebieden (hij noemt dat verdroging). In met middelste stuk van dit boekje trekt hij vooral van leer tegen de anonieme “Liefhebber der Waterloopkunde”, die hij verwijt te veel theorie te willen bedrijven, ook al wordt dit door de praktijk tegengesproken. Hij legt hier ook uit dat getijstroom iets anders is dan waterbeweging door golven. In een bijlage gaat hij in op de geschriften van Pibo Steenstra. Steenstra heeft stromingswaarnemingen gedaan, waarvan hij de nauwkeurigheid betwist.
De tweede publicatie gaat over het zeegat van Texel. Hij stelt voor om een leidam aan te leggen om de stroming in het vaarwater van Texel te verbeteren en tegelijkertijd een groot gebied in te polderen. Het boek zelf beslaat 30 blz. maar hij heeft ook schriftelijk commentaar van andere deskundigen opgenomen: Pibo Steenstra (blz 31-42 en 70-106), Klaas Kot (blz 43-5e en 107-133), Pieter Harge en Leendert den Berger (blz 56-69 en134-155) en van de Texelse loodsen (blz 156-160 en 170-173). Tot slot heeft hij het commentaar samengevat en een conclusie hieraan verbonden (blz 161-165 en 175-185). Ook geeft hij een toelichting op de kaart die bij deze publicatie hoort (blz 186-194). Het belangrijkste doel van zijn plan is om bij het Nieuwediep en veilige ligplaats te creëren voor zowel marine- als koopvaardijschepen. Als gevolg van deze discussie is een formele brief op 18 april 1781 naar de Staten van Holland gestuurd met heet verzoek om dit plan te gaan uitvoeren. De Stadhouder (Willem V) ging hiermee akkoord en men is aan het definitieve ontwerp begonnen, dat uiteindelijk tot de Laurens Brandligtdam geleid heeft.
Hij stelt voor om die lange dam niet met opzinkwerk uit te voeren (zinkstukken op elkaar plaatsen en volspelen met zand), maar om orde schepen hiervoor af te zinken. Voor een goed inzicht in het plan is zijn kaart geprojecteerd op een moderne kaart handig.
Naast de bovengenoemde zoon Coenraad had hij een dochter, Aaltje. Zijn nalatenschap is in 1804 afgehandeld, dus hij moet kort na 1800 zijn overleden.
Er bevindt zich in de Universiteitsbibliotheek Leiden een proefschrift (in het Latijn, 7 blz) van Laurentius Brandligt uit 1809. Het is de vraag of dit dezelfde persoon is.
- Gemeinsame Normdatei: 1235344169
- International Standard Name Identifier: 0000 0003 9346 4359
- Virtual International Authority File: 287744737